# Epinecrophylla amazonica
Epinecrophylla amazonica  (кадук мадейрський) — вид горобцеподібних птахів родини сорокушових (Thamnophilidae). Мешкає в Амазонії. Раніше вважався підвидом перуанського кадука, однак був визнаний окремим видом.

## Підвиди
Виділяють два підвиди:
- E. a. amazonica (Ihering, H, 1905) — центральна Бразильська Амазонія і північна Болівія (Пандо);
- E. a. dentei Whitney, Bravo, Aristizábal, Schunck, Silveira & Piacentini, 2013 — Бразильська Амазонія (від Мадейри до Аріпуани і Жипанани).

## Поширення і екологія
Мадейрські кадуки мешкають в Бразилії і Болівії. Вони живуть в підліску вологих рівнинних тропічних лісів, зустрічаються на висоті до 500 м над рівнем моря. Живляться комахами і павуками.